# Super 8 Classic 2024
De veertiende editie van de wielerwedstrijd Super 8 Classic vond plaats op 21 september 2024. De wedstrijd startte in Brakel en finishte 197,6 kilometer later bij de brouwerij in Haacht. De wedstrijd maakte deel uit van de UCI ProSeries, met de categorie 1.Pro. De Italiaan Filippo Baroncini won en behaalde zo zijn eerste profzege. De Nederlander Rick Pluimers en Rui Oliveira uit Portugal vergezelden hem op het podium.

## Uitslag
| Plaats  | Naam               | Ploeg                   | Tijd     |
| ------- | ------------------ | ----------------------- | -------- |
| Winnaar | Filippo Baroncini  | UAE Team Emirates       | 4u27'09" |
| 2       | Rick Pluimers      | Tudor                   | + 21"    |
| 3       | Rui Oliveira       | UAE Team Emirates       | + 28"    |
| 4       | Emilien Jeannière  | TotalEnergies           | z.t.     |
| 5       | Roger Adrià        | Red Bull-BORA-hansgrohe | z.t.     |
| 6       | Matteo Trentin     | Tudor                   | z.t.     |
| 7       | Laurenz Rex        | Intermarché-Wanty       | z.t.     |
| 8       | Jake Stewart       | Israel-Premier Tech     | z.t.     |
| 9       | Mike Teunissen     | Intermarché-Wanty       | z.t.     |
| 10      | Dylan Vandenstorme | Flanders-Baloise        | z.t.     |
| 11      | Toms Skujiņš       | Lidl-Trek               | z.t.     |
| 12      | Carlos Canal       | Movistar                | z.t.     |
| 13      | Ilan Van Wilder    | Soudal Quick-Step       | z.t.     |
| 14      | Florian Vermeersch | Lotto Dstny             | z.t.     |
| 15      | Tibor Del Grosso   | Alpecin-Deceuninck      | z.t.     |
| 16      | Erik Resell        | Uno-X Mobility          | z.t.     |
| 17      | Sandy Dujardin     | TotalEnergies           | + 54"    |
| 18      | Davide Cimolai     | Movistar                | + 1'05"  |
| 19      | Jordi Meeus        | Red Bull-BORA-hansgrohe | z.t.     |
| 20      | Bryan Coquard      | Cofidis                 | z.t.     |

Ronde van Valencia ·
Figueira Champions Classic ·
Ronde van Oman ·
Clásica de Almería ·
Ronde van de Algarve ·
Ruta del Sol ·
Ardèche Classic ·
Drôme Classic ·
Kuurne-Brussel-Kuurne ·
Trofeo Laigueglia ·
Nokere Koerse ·
Milaan-Turijn ·
GP Denain ·
Bredene Koksijde Classic ·
Grote Prijs Miguel Indurain ·
Scheldeprijs ·
Brabantse Pijl ·
Ronde van de Alpen ·
Ronde van Turkije ·
Grote Prijs van Plumelec ·
Tro Bro Léon ·
Ronde van Hongarije ·
Vierdaagse van Duinkerke ·
Boucles de la Mayenne ·
Ronde van Noorwegen ·
Circuit Franco-Belge ·
Brussels Cycling Classic ·
Dwars door het Hageland ·
Ronde van België ·
Ronde van Slovenië ·
Ronde van het Qinghaimeer ·
Ronde van Wallonië ·
Arctic Race of Norway ·
Ronde van Burgos ·
Ronde van Denemarken ·
Ronde van Duitsland ·
Maryland Cycling Classic ·
Ronde van Groot-Brittannië ·
Grote Prijs van Fourmies ·
GP Industria & Artigianato-Larciano ·
Coppa Sabatini ·
Grote Prijs van Wallonië ·
Ronde van Luxemburg ·
Super 8 Classic ·
Ronde van Langkawi ·
Ronde van het Münsterland ·
Ronde van Emilia ·
Parijs-Tours ·
Coppa Bernocchi ·
Ronde van de Drie Valleien ·
Ronde van Piemonte ·
Ronde van het Taihu-meer ·
Ronde van Veneto ·
Japan Cup ·
Veneto Classic